# Maoísmo

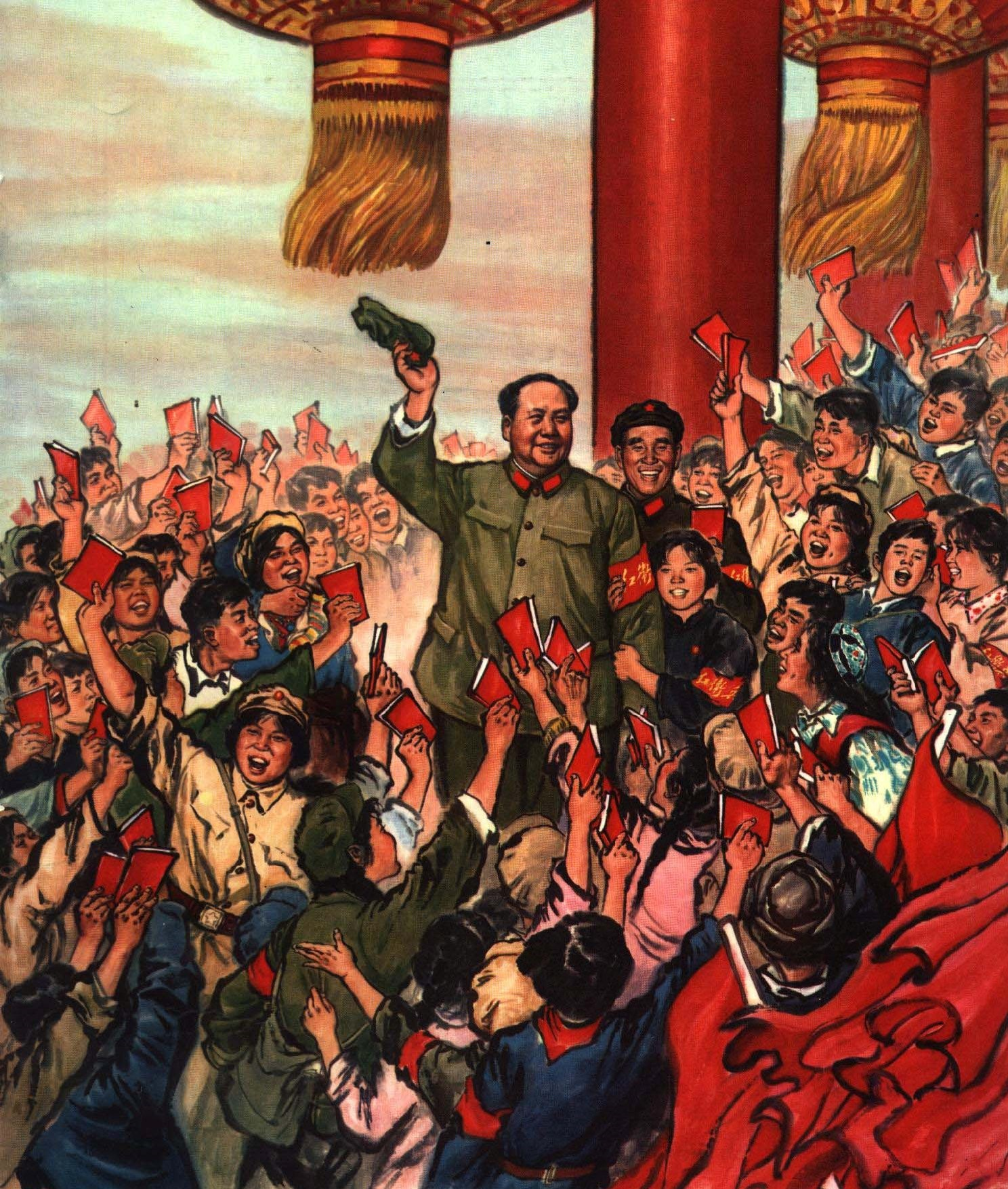
Ilustração de Mao Tsé-tung e Lin Biao saudados pela multidão brandindo livros vermelhos.

O maoismo, também chamado de Pensamento de Mao Tsé-tung (em chinês:  毛澤東思想, transl. Máo Zédōng Sīxiǎng), é uma corrente socialista baseada nos princípios de Mao Tsé-Tung (1893-1976) e originária da visão de Mao sobre os Três Princípios do Povo e algumas particularidades do Comunismo. Na República Popular da China, o Pensamento de Mao Tse Tung é a doutrina oficial do Partido Comunista da China.
O maoísmo é melhor trabalhado ao longo do inicio da carreira politica de Mao Zedong, criado com base nos Três Princípios do Povo elaborado por Sun Yat-sen ainda no século XIX (cujo Mao na infância e adolescência tinha admiração) e ganhando uma vertente Marxista-Leninista-Maoista após a Revolução Comunista Chinesa em 1949 e a participação da China na guerra fria. Uma das características do maoísmo que o distancia do leninismo pode ir além do voluntarismo, neste caso, segundo o qual as condições objetivas da sociedade não são tão importantes para a revolução quanto as condições subjetivas, isto é, a vontade revolucionária do povo. Isso leva os maoistas a defender a insurreição armada como método de tomar o poder em todas as sociedades, e não só nas agrárias. Para os maoistas que participam da esquerda antistalinista e favorecem uma revolução socialista aos moldes do que é dito pelos Três Princípios do Povo, não se compreende todos os conceitos marxistas-leninistas, apesar de ser viável para estes a utilização da estrutura leninista de governo, mas não suas bases ideológicas, o que acaba por dividir e se separar dos marxistas-leninistas-maoistas.
O maoísmo segue sendo um movimento de grande importância em alguns países, como na Índia, Filipinas, e no Nepal, onde partidos maoistas lideram guerrilhas e atuam nos governos. Em alguns países ocidentais, o maoismo teve uma forte influência durante o século XX: o Sendero Luminoso lidera uma guerrilha por muitas décadas no Peru, e a teoria maoista foi instrumental na formação dos Panteras Negras nos Estados Unidos, assim como no movimento comunista na França e no norte da África, contando com teóricos como Charles Bettelheim, Jacques Ranciere, e Alain Badiou. No Brasil, o Partido Comunista do Brasil (PCdoB) adotou o maoismo como a sua orientação entre 1962 e 1976, quando organizou a Guerrilha do Araguaia.

## Bases teóricas
A diferença que tradicionalmente se tem considerado definitiva entre o maoismo e o resto do marxismo, nomeadamente o marxismo-leninismo, está por volta, além, da defesa voluntarista da luta armada, também na vida rural e na participação dos camponeses na revolução. Porém, a defesa da violência como fórmula revolucionária está presente desde Marx e Engels, tal como Lenin mostrou em obras como O Estado e a Revolução ou A revolução proletária e o renegado Kautsky. O que faz muitos considerarem a revolução socialista favorecida pelos maoistas como algo muito mais semelhante a Revolução Xinhai de 1912 com a participação do povo em geral e além de um modelo de governo leninista. A partir de uma linha marxista-leninista-maoista, as particularidades essenciais do maoismo são, neste contexto, as seguintes: 
1. A ideia de que a tomada violenta do poder pode ser feita não por uma insurreição armada de base operária que tome o poder de Estado e depois o consolide mediante a guerra civil, como sucedeu na Rússia, mas sim por uma inversão da ordem das coisas: primeiro a guerra civil, de base camponesa e prolongada, que acabe por cercar e conquistar as cidades e finalmente tomar o poder de Estado. Mao defendeu a ideia de que o campesinato era uma força revolucionária que poderia ser mobilizada pelo Partido Comunista sob o seu liderado. Ainda mais: considerava que a força motora da revolução devia ser a imensa massa camponesa que sobrevivia nas relações quase feudais do latifúndio chinês, enquanto o proletariado devia ser a força diretriz.
2. Associada à ideia anterior, a denominada linha de massas. Enquanto Lenin considerava que para a tomada do poder não era necessário, nem sequer possível, ter o apoio da maioria dos operários e muito menos dos camponeses, e que era a própria tomada do poder que poderia depois permitir conseguir esse apoio, com alguns decretos populares (a paz, a terra e o pão), Mao defendia que era preciso desde o princípio lograr o apoio permanente dos operários e sobretudo dos camponeses à guerra civil, mediante uma sintonia profunda entre o Partido e as aspirações populares. É por isso que o maoismo se tornou o modelo de todas as guerras de guerrilha posteriores. A linha de massas deu ao maoismo uma natureza sempre diferente da do bolchevismo e das experiências socialistas típicas dos países europeus. De um modo geral, as execuções de "inimigos do povo" eram precedidas de julgamentos com grande participação popular, com um intuito pedagógico muito diferente do dos métodos aplicados pela Tcheka, caracterizados, após a guerra, pelo desaparecimento silencioso dos opositores. Os militares do exército branco que se rendiam eram em regra integrados no exército vermelho, e muitos oficiais e patrões foram também aceitos, desde que aceitassem honestamente a direção do partido. De um modo geral, pode-se dizer que o comunismo maoista nunca teve semelhanças com a experiência socialista da União Soviética ou dos países do Leste europeu. Talvez o melhor exemplo dessa diferença seja o destino dado ao monarca do regime deposto na Rússia e na China: enquanto na primeira ele foi fuzilado, bem como toda a sua família e criadagem, sem julgamento, na China o imperador foi "reeducado" e mais tarde empregado como cicerone do palácio que outrora fora dele e que depois passou a ser aberto ao povo.
3. Ligada às anteriores, a utilização do campesinato para a revolução. Embora Marx e Engels colocassem a responsabilidade da revolução no proletariado e mais especificamente Lenin se centrasse no proletariado urbano e na intelectualidade próxima ao POSDR, a linha de massas de Mao obrigava a dirigir-se à maioria social do país, que era de base camponesa. O campesinato ganhava assim uma centralidade que não tinha no caso da experiência russa, onde era absolutamente ignorado.
4. Permanência das classes sociais. Segundo Mao, as classes sociais permanecem depois da tomada de poder pelos revolucionários, de modo que também deve continuar a luta de classes durante o governo socialista, já que a burguesia mantém, após a revolução, a capacidade de restaurar o capitalismo. Evitar que isso acontecesse na China foi o principal motivo para organizar a Grande Revolução Cultural Proletária

Além dos pontos essenciais que diferenciariam o maoismo do marxismo-leninismo, o pensamento de Mao contém uma doutrina militar integral que liga explicitamente a ideologia política com a estratégia militar. Para o maoismo, "o poder nasce do fuzil" (cita de Mao), e por essa via era possível que os camponeses participassem numa guerra popular configurada como guerra de guerrilhas em três fases: Primeira: mobilização de camponeses e estabelecimento da organização. Segunda: estabelecimento das bases rurais e incremento de coordenação entre guerrilhas. E terceira: transição face a uma guerra convencional.

## A polêmica da profundidade do maoísmo

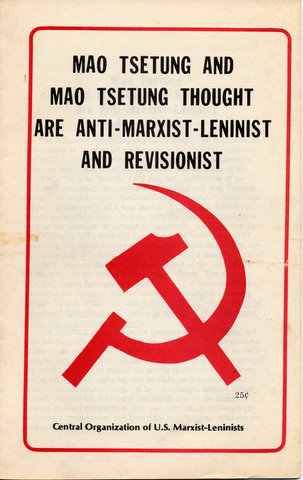
Capa do livro "Mao Tse Tung e o Pensamento Mao Tse Tung são Antimarxista-Leninistas e Revisionistas", publicado em 1979, critica Mao por seguir através da Nova democracia o Tridemismo invés do Marxismo-Leninismo.

### Tridemismo
O Maoismo é derivado e tratado no tridemismo como uma corrente revisionista. Os principais suportes sobre esta relação são suas obras "Uma Nova Democracia" de 1940, onde Mao descreveu o tridemismo como fundamental para a revolução, adaptando-o para o neotridemismo. Além disso, em "Sobre a Prática" de 1937, Mao critica, assim como Sun Yat-sen, o dogma que o marxismo e os marxistas estavam tendo.
De todo modo, Mao seria amplamente criticado por não seguir o marxismo-leninismo e o comunismo, que procurou estabelecer um sistema inspirado na Democracia Tutelada e no Princípio de Subsistência, elaborados por Sun Yat-sen; Mao procurou através também da sua teoria do "bloco das quatro classes" reinterpretar a ideia de Sun sobre o fim da luta de classes sem o uso do extermínio da burguesia mas a sua "reeducação" e diminuição de poder no governo pós-revolucionário.
Por conta disso, a principal oposição de Mao a medida que o maoísmo se desenvolvia, foi Wang Ming, um rival dentro do Partido Comunista da China que defendia que o partido deveria continuar na linha marxista-leninista, além de que, Mao estaria desviando-se para o tridemismo e o nacionalismo do Kuomintang.

### Dentro do Marxismo-Leninismo
Dentro do marxismo, apesar de não ser o ponto central do maoismo, existem fundas discrepâncias quando se trata de definir até que ponto o pensamento político de Mao Tse Tung modificou o marxismo-leninismo. Há quem considere que as modificações levadas a cabo por Mao constituem apenas uma adaptação do preexistente às especificidades da Revolução Chinesa e quem, ao contrário, considere que Mao trouxe um desenvolvimento substancial do leninismo.
- Entre o primeiro grupo estaria o próprio Partido Comunista da China, que jamais utilizou de modo oficial o termo maoismo, exceto como palavra derivada. O termo preferido tem sido sempre Pensamento de Mao Tse Tung. Do mesmo modo, outros partidos comunistas têm-se denominado marxistas-leninistas e Pensamento Mao, o que reflete a ideia de que Mao não modificou substancialmente as propostas de Lenin.
- Entre o segundo grupo estaria o Movimento Revolucionário Internacionalista (MRI), considerado o embrião de uma futura Internacional maoista e que tem definido, até a altura, as bases teóricas do maoismo moderno, ou Marxismo-Leninismo-Maoismo. Entre os partidos e organizações participantes no MRI, contam-se o Partido Comunista do Peru (denominado muitas vezes pela imprensa como Sendero Luminoso), o Partido Comunista do Nepal (Maoista), o Partido Comunista da Índia (Maoista) e o Partido Comunista Maoista da Turquia e do Curdistão do Norte. Todos estes partidos estão empenhados em Guerras Populares nos respectivos países e controlam chamadas zonas libertadas.
- Há também quem considere que o maoismo, sendo substancial, se opunha à estratégia socialista na União Soviética, de modo que o termo maoista foi utilizado de maneira hostil, especialmente desde a década de 1960.

## Relação Mao-URSS
As valorações de Mao a respeito da outra grande experiência comunista, a URSS tiveram uma grande importância. Segundo ele, Stalin foi um continuador do leninismo, sob o qual atingiu importante avanços na construção do socialismo; mas, ao mesmo tempo, teve também uma série de erros vultosos, entre os quais o não domínio da dialética materialista, que lhe impossibilitou ver a subsistência de classes sociais ainda dentro do sistema socialista. Para Mao, essa incapacidade motivou a repressão indiscriminada e o estabelecimento de uma casta burocrática que logo se transformou numa burguesia de novo tipo. Contudo, a defesa crítica da gestão de Stalin colidiu tanto com as opiniões do PCUS e dos partidos comunistas na sua órbita quanto com os ataques do trotskismo e da social-democracia.
Após a morte de Stalin, Mao defendeu que o XX Congresso do PCUS abandonou as linhas de Stalin e também as de Lenin e Marx, começando um processo de restauração capitalista. Ainda mais, para Mao, a URSS tinha-se transformado num país social-fascista cara ao interior (discurso socialista, mas prática fascista) e social-imperialista cara ao exterior (discurso socialista, mas prática imperialista), de modo que tanto o PCUS como todos os partidos comunistas alinhados com ele se converteram em instrumentos revisionistas ao serviço da dominação imperialista pela parte da União Soviética. Eis o início da longa história de tensão entre a URSS e a China.

## Maoismo como Ideologia

### Na China

Mao Tsé-Tung durante o 9.º Congresso Nacional do Partido Comunista da China

Desde a morte de Mao Tse Tung em 1976 e as reformas de Deng Xiaoping em 1978, o governo da República Popular da China abandonou de fato o maoismo para passar a ser um governo cuja prática está muito mais próxima do capitalismo. Ainda que o Pensamento Mao segue a ser oficialmente a ideologia estatal, os estatutos do Partido Comunista foram reescritos para dar às propostas de Deng Xiaoping maior presença em comparação às de Mao. Na década de 1980, as disputas entre o maoismo ortodoxo e as novidades de Deng tiveram uma forte presença, ao ponto de que se tem afirmado que o sucesso das reformas propostas por Deng se baseou, em grande parte, na sua habilidade para explicá-las em chave maoista – ainda quando eram plenamente contrárias ao maoismo.[carece de fontes?]
Na atualidade, a doutrina oficial do Partido considera que o maoismo foi necessário para produzir uma fratura com o passado feudal do país, mas também que a Revolução Cultural levou a excessos e que, ‘’grosso modo’’, o conjunto do maoismo foi um desastre político e económico. Ademais, considera-se que a China superou já uma fase económica e política denominada primeira fase do socialismo e que nos últimos anos as problemáticas que o Estado deve enfrentar são substancialmente diferentes das problemáticas que Mao enfrentou, de modo que as soluções maoistas ficam descartadas por não resultarem operativas. Contudo, diversos grupos maoistas, tanto dentro como fora da China, consideram que esta ressignificação do maoismo é apenas uma justificação para a restauração do capitalismo baseado nas propostas de Deng, o que permite à doutrina do Partido apresentar estas críticas como uma desviação esquerdista e uma manifestação de culto à personalidade.[carece de fontes?]
Nos últimos tempos, está a crescer entre a população chinesa a ideia de que a erosão do direito ao trabalho, da educação, da saúde e doutros avanços históricos do maoismo é consequência da nova direção imprimida por Deng. Em 24 de dezembro de 2004, quatro chineses foram condenados a prisão por distribuírem panfletos intitulados ‘’Mao sempre o nosso líder’’, através dos quais criticavam a linha revisionista e imperialista dos líderes atuais do Partido e chamavam a regressar ao caminho socialista. Este incidente foi uma das primeiras manifestações do maoismo chinês na imprensa internacional, mas ainda é difícil determinar até que ponto esta recuperação do maoismo está a dar-se entre a cidadania.[carece de fontes?]

### Fora da China

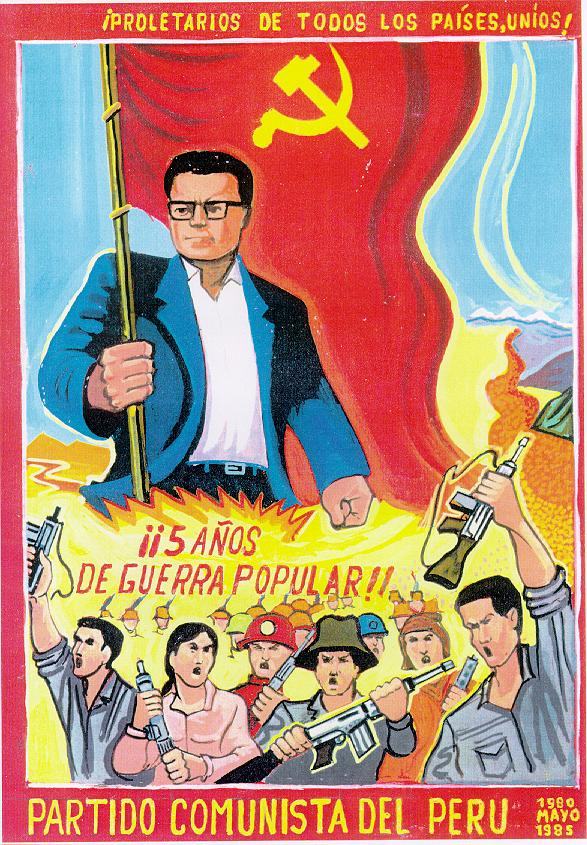
Cartaz sobre o Sendero Luminoso, no Perú.

Desde 1962 a crítica à política soviética realizada por Mao provocou diversas divisões nos partidos comunistas ao longo do mundo. Num primeiro momento, o Partido Albanês do Trabalho apoiou a China, como também fizeram muitos partidos do sudeste asiático. Outros partidos, também na Ásia, tentaram manter posições intermédias. Em ocidente, um importante número de organizações mantiveram contatos com o Partido Comunista da China, tomando nomes como Partido Comunista Revolucionário ou Partido Comunista Marxista-Leninista para se diferenciar dos outros partidos comunistas, pró-soviéticos. A influência do PCC chegou a criar um movimento comunista internacional paralelo ao soviético, embora não conseguisse jamais tanta homogeneidade e formalidade.
Após a morte de Mao, o maoismo passou a integrar aqueles que se opuseram a Deng Xiaoping. E, ainda quando existem poucos partidos que se reivindicam estritamente maoistas, o maoismo está presente em todos os continentes num grande número de países.[carece de fontes?] Hoje, as organizações maoistas, agrupadas maioritariamente no Movimento Internacionalista Revolucionário, têm os seus principais focos na Ásia, com lutas armadas no Nepal, na Turquia, na Índia e em Bangladesh. Na América do Sul existem partidos de pensamento maoista em todos os países, e destaca o Partido Comunista do Peru (Sendero Luminoso). Também na América do Norte há dois partidos maoistas: o Movimento Internacionalista Maoista (IMM) e o Partido Comunista Revolucionário (RCP), enfrentados entre si. Na Europa, o partido maoista mais importante na atualidade é o Movimento Reorganizativo do Partido do Proletariado (MRPP), ainda que também há outros, como o Movimento Comunista da Galiza (atualmente Inzar), com representação no Parlamento da Galiza através do Bloco Nacionalista Galego.